# Jättemyrkott
Jättemyrkott (Manis gigantea) är ett däggdjur i familjen myrkottar. Den är den största arten i djurgruppen och den förekommer i centrala Afrika.

## Kännetecken
Arten når en kroppslängd mellan 75 och 79 centimeter, en svanslängd mellan 50 och 65 centimeter samt en vikt upp till 33 kilogram. Huvudets ovansida, ryggen, kroppens sidor och extremiteternas utsida är liksom hos alla myrkottar täckt med styva fjäll. Fjällen är hos vuxna individer gråbruna och hos ungdjur gulbruna. Den oskyddade buken är vitaktig. Vid de främre fötterna finns stora grävklor och bakfötterna har korta klor. Jättemyrkott saknar liksom alla myrkottar tänder och har en lång klibbig tunga.

## Utbredning och habitat
Utbredningsområdet sträcker sig från Senegal till västra Kenya och söderut till Ruanda, Demokratiska republiken Kongo och sydvästra Angola. Habitatet utgörs av skogar och savanner nära skogsområden.

## Levnadssätt
Jättemyrkott är vanligen aktiv mellan skymningen och gryningen. På dagen vilar den i självgrävda bon som är upp till 40 meter långa och som ligger upp till 5 meter under markytan. Vid slutet finns ett klotformigt rum. Individerna lever främst ensamma men enligt olika iakttagelser finns också par som lever i samma bo.
De rör sig ofta bara på sina bakre extremiteter och håller balansen med svansens hjälp. Vid fara kan de rulla ihop sig. Jättemyrkottar riktar vid dessa tillfällen sina fjäll upp som med sina vassa kanter är bra försvarsredskap. De slår även med svansen mot fienden.
Födan utgörs främst av myror och termiter. Per natt äter den upp till 700 gram insekter. De använder sina långa klon från de främre fötterna för att bryta upp myrstackar eller trädens bark. Sedan upptar de insekterna med den klippiga tungan. Födan söndersmulas i magsäcken. Jättemyrkott behöver vatten som dricka.
Honor föder vanligen ett ungdjur per kull. Nyfödda jättemyrkottar är bra utvecklade, de är upp till 45 centimeter långa och 400 till 500 gram tunga. Fjällen är vid födelsen mjuk liksom hos andra myrkottar, de stelnar efter några dagar.

## Hot
Det är inte mycket känt om artens hotstatus då den är aktiv på natten. Jättemyrkott jagas för köttets skull som beskrivs som välsmakande och den hotas troligen även av skogsskövling samt omvandlingen av levnadsområdet till jordbruksmark. IUCN listar arten som nära hotad (near threatened). Arten listas i appendix II av CITES.

## Systematik
Jättemyrkott bildar tillsammans med stäppmyrkott undersläktet Smutsia som ibland klassificeras som självständigt släkte. Smutsia räknas enligt nyare undersökningar som systergrupp till alla övriga myrkottar.